# Bogoroditsa
Bogoroditsa (en macédonien Богородица) est un village du sud-est de la Macédoine du Nord, situé dans la municipalité de Guevgueliya. Le village comptait 1001 habitants en 2002.

## Démographie
Lors du recensement de 2002, le village comptait :
- Macédoniens : 975
- Serbes : 18
- Valaques : 7
- Autres : 1